# De Bouwen

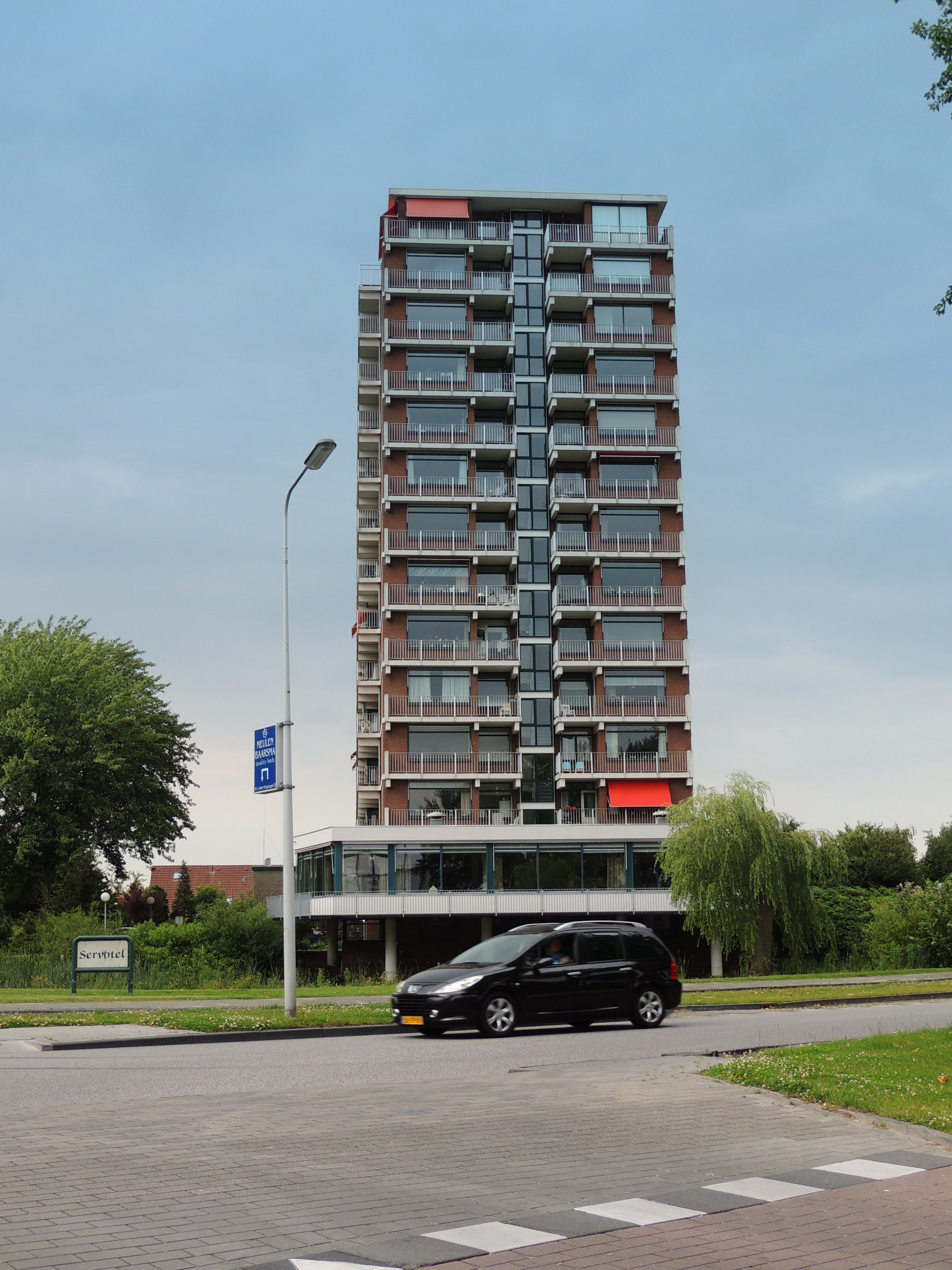
Het Servotel

De Bouwen is een woonwijk in de Nederlandse plaats Drachten.

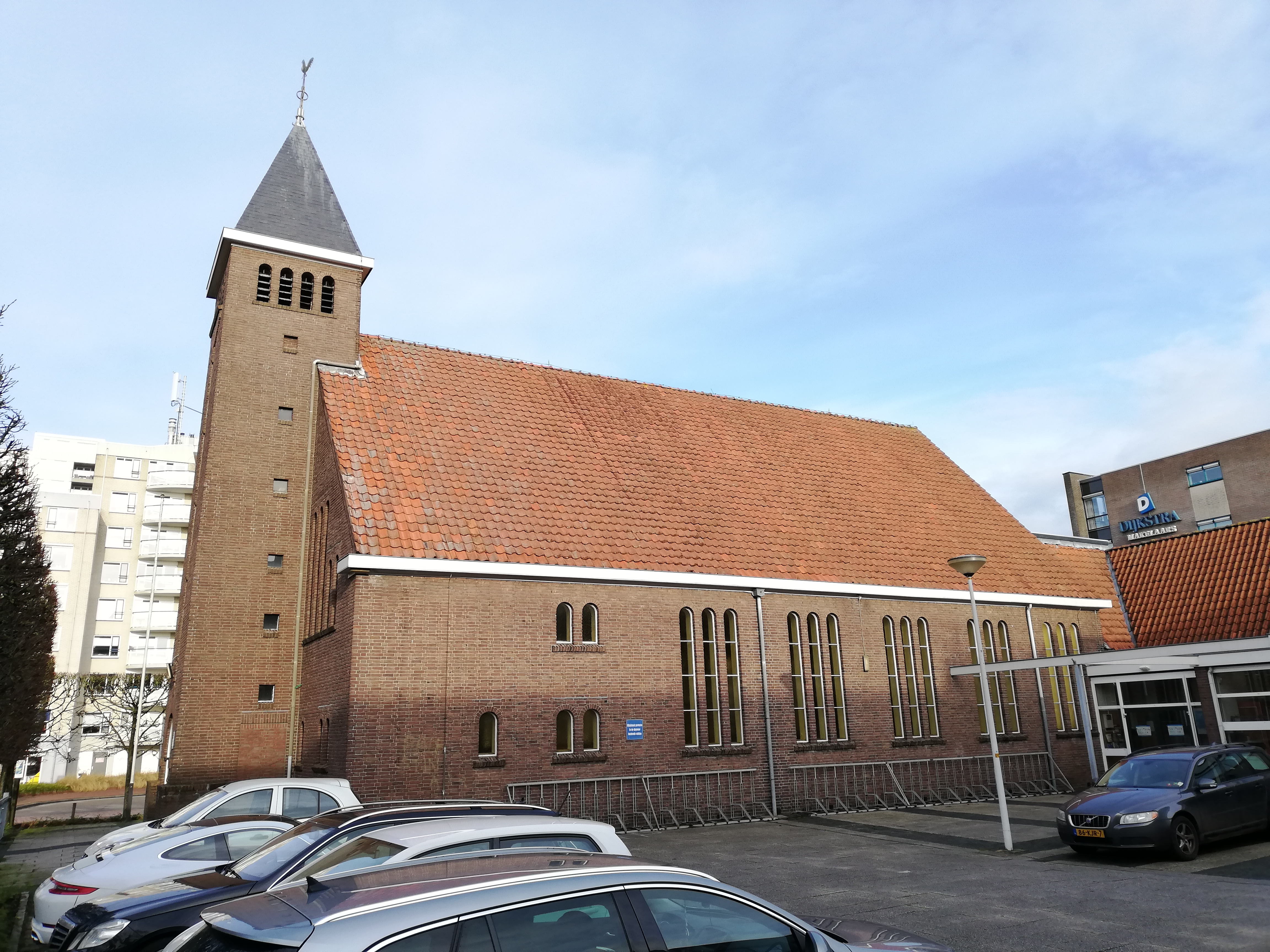
Kapelkerk